# 스튜어트 데이먼

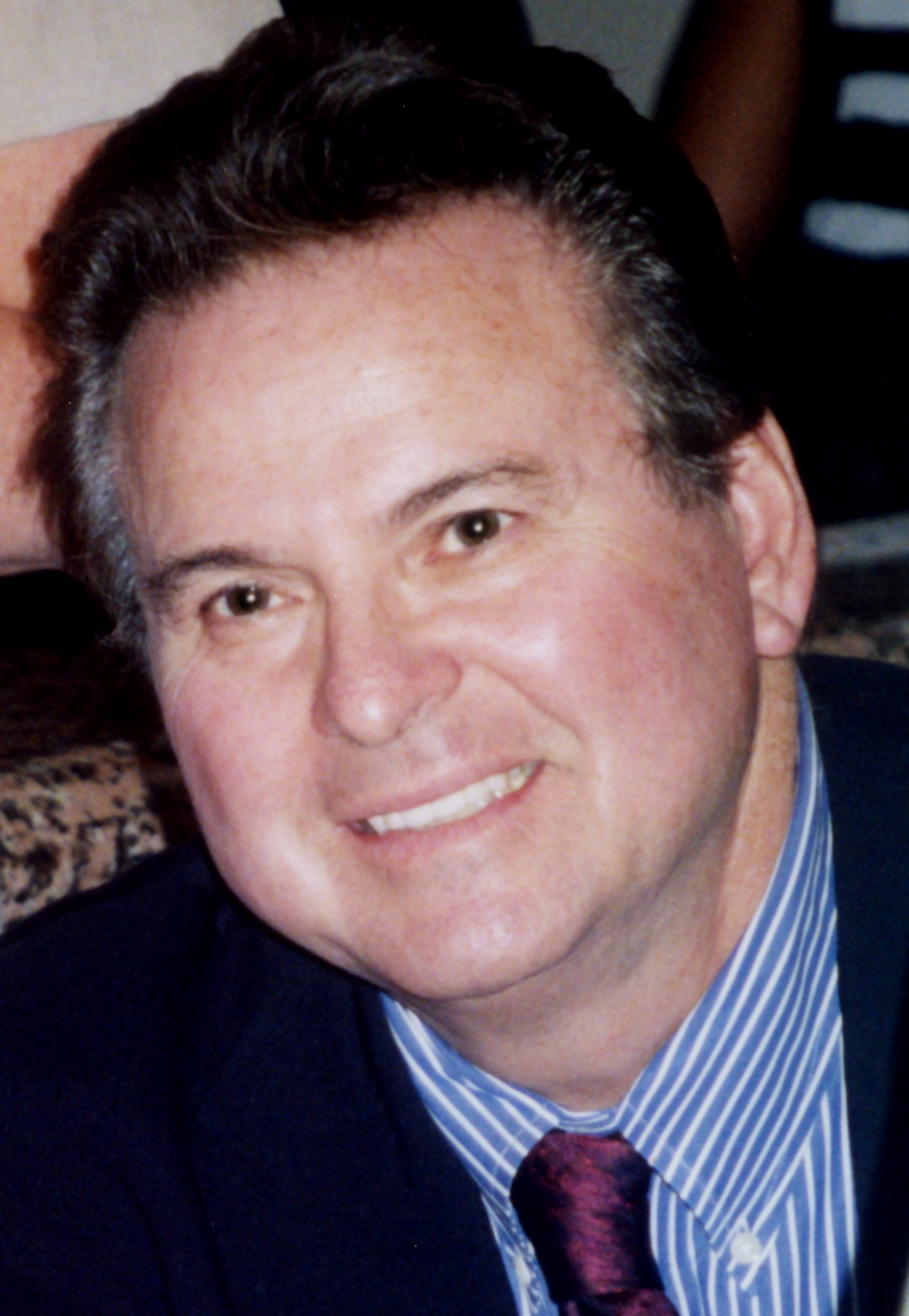

스튜어트 데이먼(Stuart Damon, 1937년 2월 5일 ~ 2021년 6월 29일)은 미국의 배우, 영화배우, 텔레비전 배우이다.
브루클린에서 태어났다.

## 영화
- 스타 80 (1983년)
- 꿈꾸는 낙원 (1978년)
- 어 터치 오브 더 카사노바스 (1975년) - 카사노바 역
- 우주대모험 1999 (1975년)
- 주말의 사랑 (1973년)
- 신데렐라 (1965년)
- 애즈 더 월드 턴즈 (1956년)